# 화천초등학교 신명분교
화천초등학교 신명분교는 대한민국 강원특별자치도 화천군 화천읍 노신로 274 (신읍리)에 있었던 공립 초등학교이다.

## 연혁
- 1933.04.02 화천공립보통학교 신명간이학교 인가
- 1954.04.01 신명국민학교로 설립 인가
- 1984.03.01 화천국민학교 신명분교장으로 개편
- 1996.03.01 화천초등학교 신명분교장으로 교명 변경
- 1999.03.01 소규모 학교 통폐합으로 폐교(화천초등학교, 제29회 477명)